# Oreodera sensibilis
Oreodera sensibilis là một loài bọ cánh cứng trong họ Cerambycidae.